# Новгород-депо
Но́вгород-депо́ — остановочный пункт Санкт-Петербургского региона Октябрьской железной дороги. Расположен в черте города Великого Новгорода.
Имеет одну высокую платформу, рассчитанную только на один вагон электропоезда. Вход и выход пассажиров осуществляется из первого вагона.

## Пригородное сообщение
На остановочном пункте останавливаются большинство электропоездов следующих по направлениям:
- Новгород-на-Волхове — Чудово-Московское
- Новгород-на-Волхове — Новолисино
- Новгород-на-Волхове — Батецкая — Луга I

В связи с капитальным ремонтом пути на участке Рогавка — Вяжище — Предузловая-Павловская движение пригородных поездов на Новолисино, Павловск, Санкт-Петербург-Витебский отменено на участке Рогавка — Новгород-на-Волхове с 24 октября 2012 г. по 25 апреля 2013 г.

## Пассажирское сообщение
На остановочном пункте пассажирские поезда дальнего следования не останавливаются

### Расписание электропоездов
- Расписание электропоездов на сайте СЗППК
- Расписание пригородных поездов. Яндекс.Расписания.
- Расписание пригородных поездов на tutu.ru